# Лондонська конференція (1832)

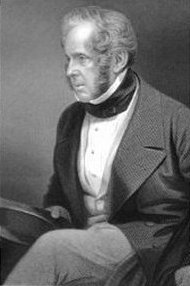
Будучи міністром закордонних справ Великої Британії, лорд Пальмерстон був дуже зацікавлений Грецією

Лондонська конференція 1832 року — міжнародна конференція, покликана створити стабільний уряд в Греції. Переговори між трьома Великими державами (Великою Британією, Королівством Франція і Російською імперією) завершилися створенням Грецького королівства на чолі з баварським принцом Оттоном. Рішення були підтверджені Константинопольським договором того ж року. Договором передувала Аккерманська конвенція, яка до того визнала іншу територіальну зміну на Балканах — сюзеренітет Сербського князівства.

## Передісторія
Греція перемогла у війні за незалежність від Османської імперії (1821—1829) за допомогою Великої Британії, Королівства Франція та Російської імперії. Лондонським протоколом від 3 лютого 1830 три Великі держави визначили межі нової держави. Проте, коли правитель Греції Іоанн Каподистрія був убитий в 1831 в Нафпліоні, грецький півострів поринув у розгубленість. Великі держави жадали формального кінця війни і визнали грецький уряд.

## Лондонська конференція
У травні 1832 британський міністр закордонних справ лорд Пальмерстон зібрався разом з французькими і російськими дипломатами і, не порадившись з греками, вирішив, що Греція повинна бути монархією. Збори запропонували трон баварському принцу Оттону. Також була встановлена лінія спадкування, по якій корона перейде до нащадків Оттона або до його молодшого брата в разі відсутності останніх. Було також вирішено, що в жодному разі корони Баварії і Греції не повинні бути об'єднані. Як гаранти монархії, Великі держави уповноважили своїх послів в Константинополі, османської столиці, забезпечити кінець Грецької війни за незалежність.
21 липня 1832 британський посол сер Стратфорд Каннінг і інші представники уклали Константинопольський договір, який встановив межі нового Королівства Греція по лінії Арта-Волос.